# Stanisław Przybyszewski

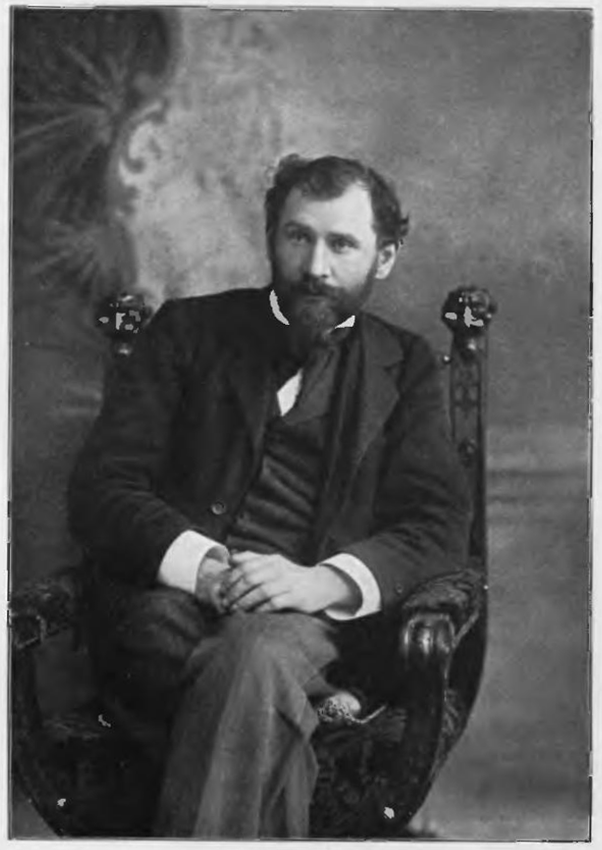
Stanisław Przybyszewski, 1902

Stanisław Przybyszewski (Łochów, 7 maggio 1868 – Jaronty, 23 novembre 1927) è stato uno scrittore, drammaturgo e poeta polacco associato al movimento letterario del simbolismo.

## Biografia
Stanisław Przybyszewski fece il ginnasio a Toruń e si diplomò nel 1889. A Berlino si iscrisse alla facoltà di architettura, poi a medicina e a psicologia. Affascinato dagli scritti di Friedrich Nietzsche e dal satanismo, elaborò la teoria dell'anima nuda, cioè non legata né alla morale né alle tradizioni e visse una vita da bohémien. Nel 1892 iniziò a pubblicare sul foglio socialista polacco di Berlino, Gazeta Robotnicza. Viaggiò in Francia, in Norvegia e in Italia e pubblicò in tedesco drammi, saggi di psicologia, romanzi.
Considerato come un modello per i modernisti e adulato dai decadentisti, diventati di moda anche in Scandinavia e in Germania, divenne noto in particolare come interprete di Chopin, che eseguiva al piano, esibendosi alla taverna "Petit Cochon Noir" di Berlino (Zum schwarzen Ferkel), luogo d'incontro per scrittori e per artisti, come August Strindberg ed Edvard Munch. Strindberg, in "L'abbaye" (1898) scrisse di lui:
Tornò in Polonia e riscrisse e ripubblicò in polacco le opere, scritte in tedesco, che gli avevano dato la notorietà: Messa dei morti, Requiem aeternam, Virgilien, Sul mare, un capolavoro di prosa poetica. Per il teatro compose Danza dell'amore e della morte, Per la felicità, La madre e Neve, considerato il suo capolavoro, un'opera teatrale audace e innovativa.
Travagliato, libertino e morfinomane, si confessò così nelle sue Memorie: Ho sempre amato i pazzi, gli alienati, gli psicopatici, i degenerati, i falliti, gli anormali, i malati, coloro che cercano la morte e che la morte evita, in una parola i figli poveri e diseredati di Satana e costoro, a loro volta, mi hanno amato.

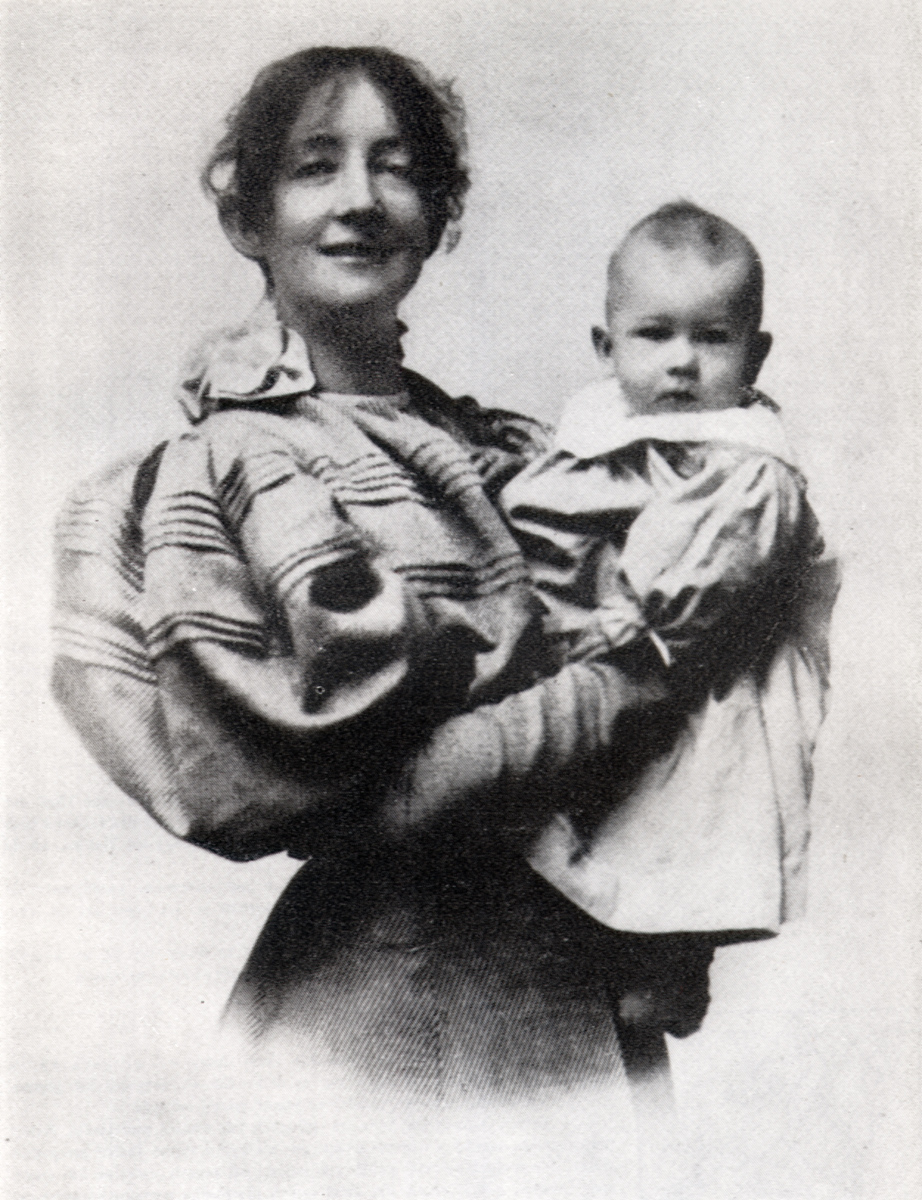
Dagny Juel col figlio Zenon

### Ultimi anni
Da Martha Foerder ebbe due figli, prima del matrimonio con Dagny Juel, e un figlio dopo il matrimonio. Martha morì per intossicazione da monossido di carbonio, nel 1896 e Stanislaw fu arrestato, ma poi rilasciato. I suoi figli finirono in orfanotrofio.
Nel 1898 traslocò a Cracovia, dove si impose come leader di un gruppo di artisti rivoluzionari che si riconoscevano nella rivista culturale Życie, diretta da Przybyszewski stesso. Dagny Juel fu assassinata da un ufficiale russo, innamorato di lei (Tbilisi, 1901). Stanisław era allora già legato alla pittrice impressionista Aniela Pająk, da cui ebbe Stanisława Przybyszewska, che è stata scrittrice. Sposò in seconde nozze Jadwiga, nel 1905. Si occupò della figlia Stanisława Przybyszewska - quando costei divenne orfana di madre - iniziandola tuttavia ai paradisi artificiali. Stanislaw, alcolizzato e drogato, lasciò poi la figlia e se ne andò a vivere a Danzica.

## Opere

### Traduzioni in italiano
- La psicologia dell'individuo, traduzione e prefazione di Camilla Conigliani, Lanciano, R. Carabba, 1892, 1920 e 1923.
- Il vello d'oro: dramma in 3 atti, unica traduzione autorizzata di Cesare Castelli, Milano, E. Voghera, 1907.
- De profundis & Vigilie, traduzione di S. Sacurdaef, Lanciano, G. Carabba, 1916.
- Il giudizio: romanzo, tradotto dal testo originale da Ettore Lo Gatto, Napoli, L'editrice Italiana, 1919.
- Per la felicità: dramma in tre atti, prima traduzione italiana dall'originale polacco di Leonardo Kociemski, Milano, R. Caddeo, 1921
- Offerta al sole; Notti chiare; Al mare: o Epipsychidion, traduzione di Giacomo Prampolini, Milano, Modernissima, 1923.
- Neve: dramma in quattro atti, unica traduzione autorizzata di Cesare Castelli, Milano, Sonzogno, 1924.
- L' androgine, traduzione di G. Prampolini, Lanciano, G. Carabba, 1926.
- Homo sapiens: romanzo, traduzione di Nina Romanowski, Milano, Bietti, 1932.